# مجلة الأفلام الدولية
مجلة الأفلام الدولية (بالإنجليزية: Film Journal International) هي مجلة شهرية تجارية متخصصة في السينما التي تنشرها شركة بروميثيوس غلوبال ميديا الأمريكية . تم إطلاق المجلة في عام 1934 ، كان مقرها في 770 برودواي ، مدينة نيويورك ، نيويورك ، وكان آخر محرر وناشر لها هو روبرت صن شاين ، والمحرر التنفيذي هو كيفن لالي ، اندمجت مع مجلة بوكس أوفيس برو في 22 أكتوبر 2018، مما أدى إلى إنتهاء المجلة .

## روابط خارجية
- الموقع الرسمي